# Schronisko PTTK na Stogu Izerskim

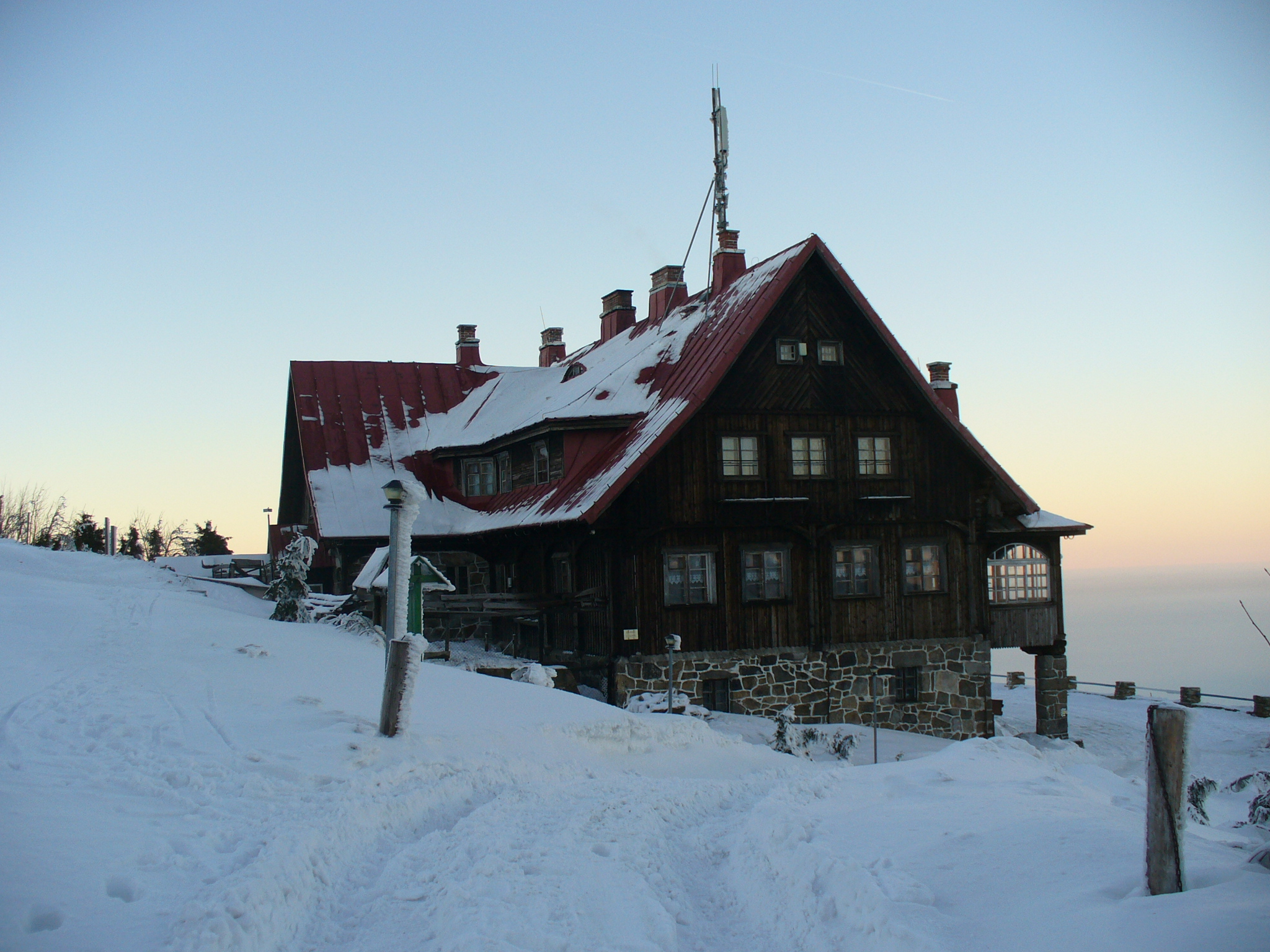
Schronisko zimą

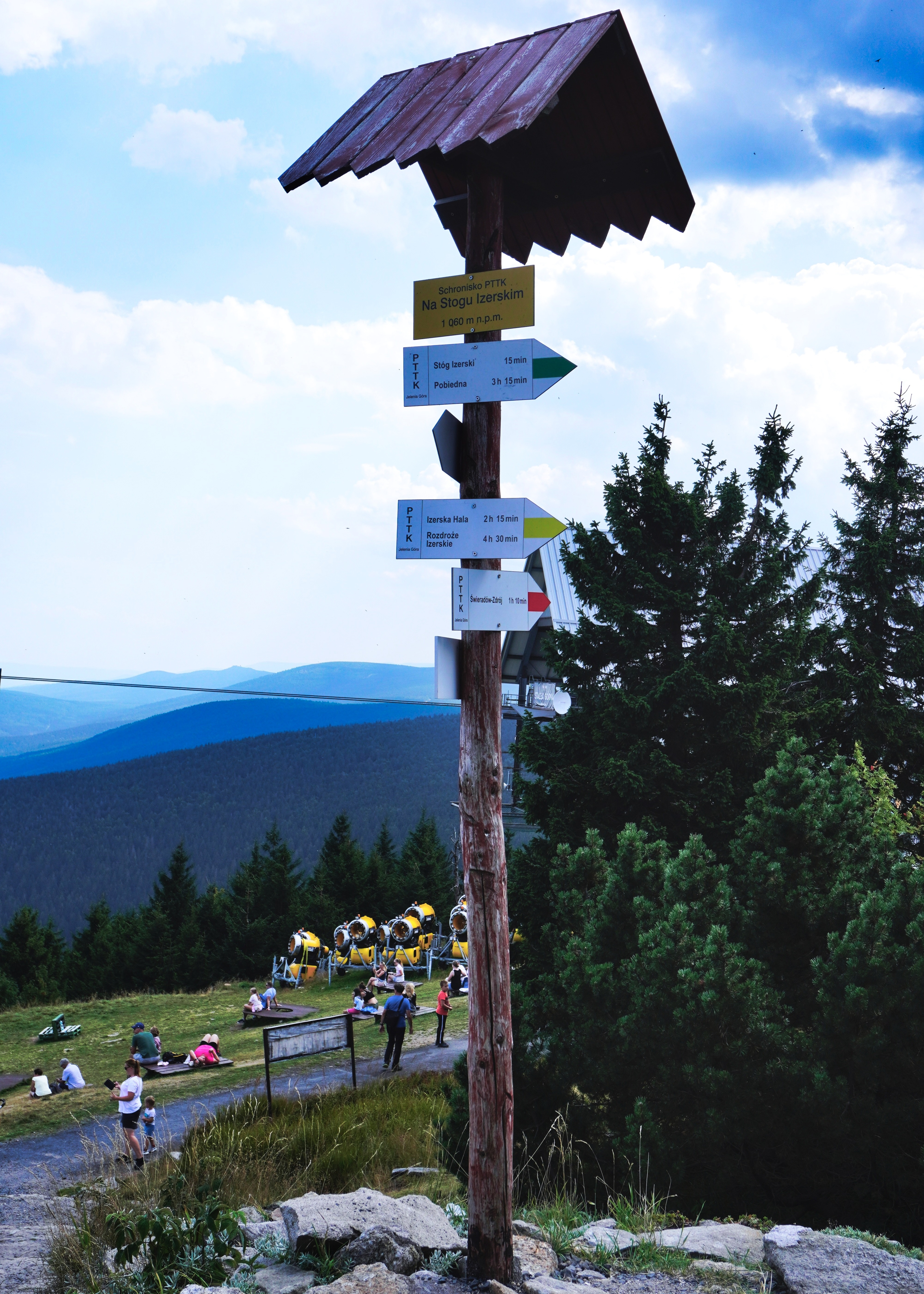
Drogowskazy przy schronisku

Schronisko na Stogu Izerskim – górskie schronisko turystyczne PTTK w Górach Izerskich w województwie dolnośląskim.

## Położenie
Schronisko położone jest na wysokości 1060 m n.p.m., w północno-zachodniej części Gór Izerskich, na zachodnim krańcu Wysokiego Grzbietu, w pobliżu granicy polsko-czeskiej ok. 50 metrów poniżej szczytu Stogu Izerskiego. jest najbardziej wysuniętym na zachód schroniskiem po polskiej stronie Sudetów. Schronisko góruje nad uzdrowiskami Świeradów-Zdrój i Czerniawa-Zdrój.  Schronisko (ale sam szczyt już nie) leży na Głównym Szlaku Sudeckim.
Formalnie schronisko położone jest w osadzie Stóg Izerski, w gminie Mirsk, ale właściciel schroniska używa adresu Świeradów-Zdrój.
W pobliżu schroniska znajduje się górna stacja kolei gondolowej na Stóg Izerski oraz dawne polsko-czeskie przejście graniczne Stóg Izerski-Smrk na szlaku turystycznym, a także nowa wieża widokowa na Smreku po czeskiej stronie.

## Historia
Schronisko powstało z inicjatywy niemieckiej organizacji turystycznej RGV „Riesengebirgsverein”, doktora Josefa Siebelta, ówczesnego lekarza uzdrowiskowego, oraz rodu Schaffgotschów, który przekazał grunt pod budowę oraz fundusze. Kamień węgielny pod budowę schroniska położono 17 września 1922 roku. Schronisko, które nazwano Heufuderbaude, oddano do użytku 24 października 1924 roku. Schronisko zostało wzniesione w typowym dla tego regionu charakterystycznym stylu śląsko-łużyckim. W piętrowym budynku o konstrukcji murowo-drewnianej z dwuspadowym dachem pokrytym blachą, mieściły się pokoje z 30 miejscami noclegowymi, rozległy taras widokowy, zaplecze gospodarcze, świetlica i kuchnia. Schronisko stało się jednym z ulubionych celów wypraw kuracjuszy oraz znakiem rozpoznawczym Świeradowa-Zdroju. Pierwszymi gospodarzami schroniska była rodzina Kober, która prowadziła schronisko aż do 1945. Schronisko działało nieprzerwanie od czasu swojego powstania, nawet w okresie działań wojennych II wojny światowej rozwijała się tutaj działalność turystyczna. W latach 40. XX wieku w schronisku mieścił się  posterunek WOP. Po II wojnie światowej schronisko nosiło przez jakiś czas imię Jana Kasprowicza. W ostatnim okresie schronisko zostało zmodernizowane w zakresie wykończenia wewnętrznego, zachowując swój niepowtarzalny urok, charakter i architektoniczny styl.
W przeszłości w pobliżu schroniska stała drewniana wieża widokowa, którą zbudowano w 1892. Wieża w 1907 uległa zniszczeniu, odbudowana służyła turystom do 2000. Rozebrano ją z powodu złego stanu technicznego (zachowane fundamenty), a w jej pobliżu postawiono w 2004 maszt telekomunikacyjny.
Budynek schroniska wybudowany w stylu śląsko-łużyckim.

## Turystyka
W bliskiej odległości od schroniska przebiegają następujące szlaki:
- do Hali Izerskiej przez Suchacz,
- do Czerniawy-Zdroju przez Smrek (kierunek południowy), do Świeradowa-Zdroju (kierunek północny),
- ze Świeradowa-Zdroju na Halę Szrenicką, Główny Szlak Sudecki.

Z tarasu schroniska roztacza się rozległa panorama Świeradowa-Zdroju, Mirska, Gryfowa Śląskiego, Lubania, doliny Kwisy, Grzbietu Kamienickiego, Pogórza Izerskiego i zachodniej części Karkonoszy.
Schronisko zajęło przedostatnie miejsce w 2019 w Rankingu Schronisk Górskich magazynu "n.p.m."